# Honda Grand Prix of Saint Petersburg 2006
Honda Grand Prix of Saint Petersburg 2006 var ett race som var den andra deltävlingen i IndyCar Series 2006. Racet kördes den 2 april på Saint Petersburgs gator. Hélio Castroneves tog hem segern, vilket tog upp honom i mästerskapsledningen. Scott Dixon slutade tvåa, medan Tony Kanaan slutade trea, samt Bryan Herta fyra.

## Slutresultat
| Plats | Förare            | Team                     | Grid | Kvaltid  |
| ----- | ----------------- | ------------------------ | ---- | -------- |
| 1     | Hélio Castroneves | Marlboro Team Penske     | 5    | 1.02,748 |
| 2     | Scott Dixon       | Chip Ganassi Racing      | 2    | 1.02,595 |
| 3     | Tony Kanaan       | Andretti Green Racing    | 3    | 1.02,612 |
| 4     | Bryan Herta       | Andretti Green Racing    | 6    | 1.02,877 |
| 5     | Vitor Meira       | Rahal Letterman Racing   | 12   | 1.04,020 |
| 6     | Danica Patrick    | Rahal Letterman Racing   | 14   | 1.04,443 |
| 7     | Kosuke Matsuura   | Fernández Racing         | 9    | 1.03,803 |
| 8     | Sam Hornish Jr.   | Marlboro Team Penske     | 4    | 1.02,675 |
| 9     | Felipe Giaffone   | A.J. Foyt Enterprises    | 16   | 1.05,384 |
| 10    | Scott Sharp       | Fernández Racing         | 15   | 1.04,858 |
| 11    | Eddie Cheever     | Cheever Racing           | 17   | 1.05,547 |
| 12    | Tomas Scheckter   | Vision Racing            | 8    | 1.03,714 |
| 13    | Buddy Rice        | Rahal Letterman Racing   | 7    | 1.03,564 |
| 14    | Buddy Lazier      | Dreyer & Reinbold Racing | 18   | 1.06,242 |
| 15    | Marco Andretti    | Andretti Green Racing    | 10   | 1.03,885 |
| 16    | Dan Wheldon       | Chip Ganassi Racing      | 13   | 1.04,026 |
| 17    | P.J. Chesson      | Hemelgarn Racing         | 18   | 1.08,826 |
| 18    | Roberto Moreno    | Vision Racing            | 11   | 1.03,945 |
| 19    | Dario Franchitti  | Andretti Green Racing    | 1    | 1.02,275 |